# Kumho Tire
Kumho Tire Co., Inc.  LSE: KHTC, anteriormente conhecido como Samyang tire, é uma empresa de pneus sedeada em Gwangju, Coreia do Sul. Foi uma subsidiária do Grupo Kumho Asiana, até Dezembro de 2017.

## Operações

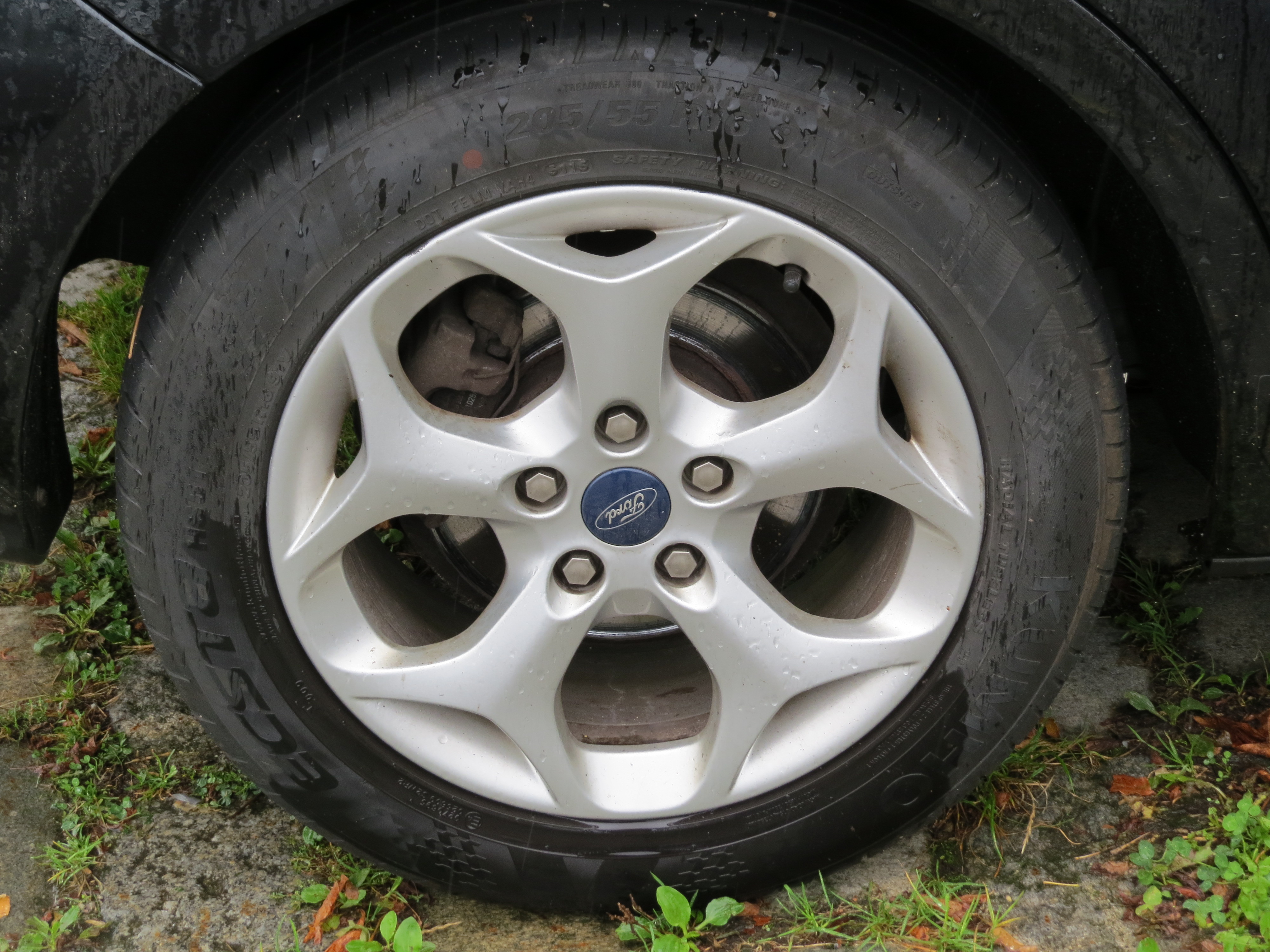
Pneu de automóvel Kumho Ecsta HS51 205/55 R 16 (2017)

Conglomerado industrial chaebol, a fábrica de Pneus Kumho Pneus produz uma gama completa de pneus sob as marcas Kumho e Marshal.
A Pneus Kumho executa três fábricas na Coreia do Sul: o Fábrica Pyeongtaek, a Fábrica Gokseong e Fábrica Gwangju que inclui o centro de Pesquisa e Desenvolvimento  Kumho mencionados abaixo. Há mais três fábricas na China: a Fábrica Tianjin, a Fábrica Gaoxin (em Nanjing) e Fábrica Changchun. Há também uma fábrica no Vietnã, na Província de Binh Duong e uma fábrica nos Estados Unidos (Macon, Geórgia).
A Pneus Kumho tem exportações de pneus em todo o mundo e tem uma rede global de organizações de vendas.
Ele tem três centros de pesquisa e desenvolvimento, com a maior em Gwangju, na Coreia do Sul. Os outros dois centros estão em Akron, Ohio e Birmingham, Inglaterra. Estas dão serviço a mercados norte-americano e Europeus, respectivamente. Outros centros de pesquisa localizados em Buchholz (Alemanha) e Tianjin (China).
Kumho Pneus (UK) Ltd (uma subsidiária da Kumho tire Co., Inc.) foi criado em 1977. As funções administrativas são baseados em Sutton, Surrey e o departamento de marketing é operado a partir de Birmingham.
Em 15 de Março de 2011, a China Central Television (CCTV) informou que houve irregularidades graves no processo da produção de pneus de pneus Kumho. Ele informou que Kumho usava quantidades excessivas de borracha reciclada como matéria-prima para reduzir custos, o que poderia causar bolha no flanco dos pneus e, potencialmente, a ruptura. Logo depois que o programa ir para  o ar, a Kumho Pneus divulgou um comunicado negando as acusações. Ele explicou que a taxa de reciclagem de borracha, deve ser calculado por peso e não por quantidade, e que "é impreciso para confiam em imagens de vídeo para determinar a qualidade dos pneus'. Em 21 de março de 2011, o presidente da Kumho Pneus (Kim Jong-ho), e o presidente da Kumho Pneus China (Li Hanxie) divulgou uma declaração oficial de desculpas através de CCTV, e emitiu uma chamada de troca de todos os produtos afetados.
Em Janeiro. 18, 2017, a Kumho Pneus foi premiada com uma empresa Chinesa chamada Estrela Dupla, o direito de vender os seus produtos em primeiro lugar.

## Patrocínios
Em 2007, a Kumho tornou-se um Sócio da Platina do Manchester United Football Club. A empresa é classificada como um Patrocinador do Clube Oficial. Em parceria com o Manchester United, Kumho lançou um "Jogo Seguro" campanha projetado para aumentar juventude consciência de segurança rodoviária.
A empresa também patrocina outros eventos de automobilismo, tais como a corrida de Fórmula 3 Europeia.
Em 13 de fevereiro de 2014, Darren Rovell da ESPN anunciou na sua página no Twitter, que Kumho foi nomeado os pneus oficiais da NBA.
Pneus Kumho é um dos patrocinadores da La Liga.

## Associados
Pneus Daehan desde 1991.